# Relais 4 × 100 mètres aux championnats d'Europe d'athlétisme
Pour un article plus général, voir Championnats d'Europe d'athlétisme.
Le relais 4 × 100 mètres masculin fait partie des épreuves inscrites au programme des premiers championnats d'Europe d'athlétisme, en 1934, à Turin. L'épreuve féminine fait sa première apparition quatre ans plus tard en 1938 à Paris.
Les équipes les plus titrées dans cette épreuve sont la France et la Grande-Bretagne chez les hommes, avec 6 médailles d'or, et l'Allemagne de l'Est chez les femmes, avec 5 médailles d'or gagnées entre 1969 et 1990. 
Les records des championnats d'Europe appartiennent chez les hommes à l'équipe de Grande-Bretagne (37 s 67 en 2022) et chez les femmes à l'équipe de République démocratique allemande (41 s 68 en 1990). 

## Palmarès

### Hommes
| Édition | Or                                                                                                   | Argent                                                                                     | Bronze                                                                                              |
| ------- | --- | ------------------------------------------------------------------------------------------ | --------------------------------------------------------------------------------------------------- |
| 1934    | Allemagne Egon Schein Erwin Gillmeister Gerd Hornberger Erich Borchmeyer 41 s 0                      | Royaume de Hongrie László Forgács József Kovács József Sir Gyula Gyenes 41 s 4             | Pays-Bas Martinus Osendarp Tjeerd Boersma Robert Jansen Christiaan Berger 41 s 6                    |
| 1938    | Allemagne Manfred Kersch Gerd Hornberger Karl Neckermann Jakob Scheuring 40 s 9 (CR)                 | Suède Gösta Klemming Åke Stenqvist Lennart Lindgren Lennart Strandberg 41 s 1              | Royaume-Uni Maurice Scarr Godfrey Brown Arthur Sweeney Ernest Page 41 s 2                           |
| 1946    | Suède Stig Danielsson Inge Nilsson Olle Laessker Stig Håkansson 41 s 5                               | France Agathon Lepève Julien Le Bas Pierre Gonon René Valmy 42 s 0                         | Tchécoslovaquie Mirko Paráček Leopold Láznička Miroslav Řihošek Jiří David 42 s 2                   |
| 1950    | Union soviétique Vladimir Sukharev Lev Kalyayev Levan Sanadze Nikolay Karakulov 41 s 5               | France Étienne Bally Jacques Perlot Yves Camus Jean-Pierre Guillon 41 s 8                  | Suède Göte Kjellberg Leif Christersson Stig Danielsson Hans Rydén 41 s 9                            |
| 1954    | Hongrie László Zarándi Géza Varasdi György Csányi Béla Goldoványi 40 s 6 (CR)                        | Royaume-Uni Kenneth Box George Ellis Kenneth Jones Brian Shenton 40 s 8                    | Union soviétique Boris Tokarev Viktor Ryabov Levan Sanadze Leonid Bartenev 40 s 9                   |
| 1958    | Allemagne de l'Ouest Walter Mahlendorf Armin Hary Heinz Fütterer Manfred Germar 40 s 2 (CR)          | Royaume-Uni Peter Radford Eric Sandstrom David Segal Adrian Breacker 40 s 2                | Union soviétique Boris Tokarev Edvīns Ozoliņš Yuri Konovalov Leonid Bartenev 40 s 4                 |
| 1962    | Allemagne de l'Ouest Klaus Ulonska Peter Gamper Hans-Joachim Bender Manfred Germar 39 s 5 (CR)       | Pologne Jerzy Juskowiak Andrzej Zielinski Zbigniew Syka Marian Foik 39 s 5                 | Royaume-Uni Alf Meakin Ron Jones Berwyn Jones David Jones 39 s 8                                    |
| 1966    | France Marc Berger Jocelyn Delecour Claude Piquemal Roger Bambuck 39 s 4 (CR)                        | Union soviétique Edvin Ozolin Armin Tuyakov Boris Savchuk Nikolay Ivanov 39 s 8            | Allemagne de l'Ouest Hans-Jürgen Felsen Gert Metz Dieter Enderlein Manfred Knickenberg 39 s 8       |
| 1969    | France Alain Sarteur Patrick Bourbeillon Gérard Fenouil François Saint-Gilles 38 s 8 (CR)            | Union soviétique Aleksandr Lebedyev Vladislav Sapeya Nikolay Ivanov Valeriy Borzov 39 s 3  | Tchécoslovaquie Ladislav Kriz Dionys Szogedi Jiří Kynos Luděk Bohman 39 s 5                         |
| 1971    | Tchécoslovaquie Ladislav Kříž Juraj Demeč Jiří Kynos Luděk Bohman 39 s 3                             | Pologne Gerard Gramse Tadeusz Cuch Zenon Nowosz Marian Dudziak 39 s 7                      | Italie Vincenzo Guerini Pietro Mennea Pasqualino Abeti Enneo Preatoni 39 s 8                        |
| 1974    | France Lucien Sainte-Rose Joseph Arame Bruno Cherrier Dominique Chauvelot 38 s 69 (CR)               | Italie Vincenzo Guerini Norberto Oliosi Luigi Benedetti Pietro Mennea 38 s 88              | Allemagne de l'Est Manfred Kokot Michael Droese Hans-Jürgen Bombach Siegfried Schenke 38 s 99       |
| 1978    | Pologne Zenon Nowosz Zenon Licznerski Leszek Dunecki Marian Woronin 38 s 58 (CR)                     | Allemagne de l'Est Manfred Kokot Eugen Ray Olaf Prenzler Alexander Thieme 38 s 78          | Union soviétique Sergey Vladimirsev Nikolay Kolesnikov Aleksandr Aksinin Vladimir Ignatenko 38 s 82 |
| 1982    | Union soviétique Sergey Sokolov Aleksandr Aksinin Andreï Prokofiev Nikolay Sidorov 38 s 60           | Allemagne de l'Est Detlef Kübeck Olaf Prenzler Thomas Munkelt Frank Emmelmann 38 s 71      | Allemagne de l'Ouest Christian Zirkelbach Christian Haas Peter Klein Erwin Skamrahl 38 s 71         |
| 1986    | Union soviétique Aleksandr Yevgenyev Nikolay Yushmanov Vladimir Muravyov Viktor Bryzhin 38 s 29 (CR) | Allemagne de l'Est Thomas Schröder Steffen Bringmann Olaf Prenzler Frank Emmelmann 38 s 64 | Royaume-Uni Elliot Bunney Daley Thompson Michael McFarlane Linford Christie 38 s 71                 |
| 1990    | France Max Morinière Daniel Sangouma Jean-Charles Trouabal Bruno Marie-Rose 37 s 79 (WR)             | Royaume-Uni Darren Braithwaite John Regis Marcus Adam Linford Christie 37 s 98             | Italie Mario Longo Ezio Madonia Sandro Floris Stefano Tilli 38 s 39                                 |
| 1994    | France Hermann Lomba Eric Perrot Jean-Charles Trouabal Daniel Sangouma 38 s 57                       | Ukraine Serhiy Osovych Oleh Kramarenko Dmytro Vanyaikin Vladyslav Dolohodin 38 s 98        | Italie Ezio Madonia Domenico Nettis Giorgio Marras Sandro Floris 38 s 99                            |
| 1998    | Royaume-Uni Allyn Condon Darren Campbell Douglas Walker Julian Golding 38 s 52                       | France Thierry Lubin Frédéric Krantz Christophe Cheval Needy Guims 38 s 87                 | Pologne Marcin Krzywański Marcin Nowak Piotr Balcerzak Ryszard Pilarczyk 38 s 98                    |
| 2002    | Ukraine Kostyantyn Vasyukov Kostyantyn Rurak Anatoliy Dovhal Oleksandr Kaydash 38 s 53               | Pologne Ryszard Pilarczyk Łukasz Chyła Marcin Nowak Marcin Urbaś 38 s 71                   | Allemagne Ronny Ostwald Marc Blume Alexander Kosenkow Christian Schacht 38 s 88                     |
| 2006    | Royaume-Uni Dwain Chambers Darren Campbell Marlon Devonish Mark Lewis-Francis 38 s 91                | Pologne Przemyslaw Rogowski Łukasz Chyła Marcin Jędrusiński Dariusz Kuć 39 s 05            | France Oudéré Kankarafou Ronald Pognon Fabrice Calligny David Alerte 39 s 07                        |
| 2010    | France Jimmy Vicaut Christophe Lemaitre Pierre-Alexis Pessonneaux Martial Mbandjock 38 s 11          | Italie Roberto Donati Simone Collio Emanuele Di Gregorio Maurizio Checcucci 38 s 17        | Allemagne Tobias Unger Marius Broening Alexander Kosenkow Martin Keller 38 s 44                     |
| 2012    | Pays-Bas Brian Mariano Churandy Martina Giovanni Codrington Patrick van Luijk 38 s 34                | Allemagne Julian Reus Tobias Unger Alexander Kosenkow Lucas Jakubczyk 38 s 44              | France Ronald Pognon Christophe Lemaitre Pierre-Alexis Pessonneaux Emmanuel Biron 38 s 46           |
| 2014    | Royaume-Uni James Ellington Harry Aikines-Aryeetey Richard Kilty Adam Gemili 37 s 93                 | Allemagne Julian Reus Sven Knipphals Alexander Kosenkow Lucas Jakubczyk 38 s 09            | France Pierre Vincent Christophe Lemaitre Teddy Tinmar Ben Bassaw 38 s 47                           |
| 2016    | Royaume-Uni James Dasaolu Adam Gemili James Ellington Chijindu Ujah 38 s 17                          | France Marvin René Stuart Dutamby Mickael-Meba Zeze Jimmy Vicaut 38 s 38                   | Allemagne Julian Reus Sven Knipphals Roy Schmidt Lucas Jakubczyk 38 s 47                            |
| 2018    | Royaume-Uni CJ Ujah Zharnel Hughes Adam Gemili Harry Aikines-Aryeetey 37 s 80                        | Turquie Emre Zafer Barnes Jak Ali Harvey Yiğitcan Hekimoğlu Ramil Guliyev 37 s 98          | Pays-Bas Christopher Garia Churandy Martina Hensley Paulina Taymir Burnet 38 s 03                   |
| 2022    | Royaume-Uni Jeremiah Azu Zharnel Hughes Jona Efoloko Nethaneel Mitchell-Blake 37 s 67 (CR)           | France Méba-Mickaël Zézé Pablo Matéo Ryan Zézé Jimmy Vicaut 37 s 94                        | Pologne Adrian Brzeziński Przemysław Słowikowski Patryk Wykrota Dominik Kopeć 38 s 15               |
| 2024    | Italie Marcell Jacobs Matteo Melluzzo Lorenzo Patta Filippo Tortu 37 s 82                            | Pays-Bas Elvis Afrifa Taymir Burnet Nsikak Ekpo Xavi Mo-Ajok 38 s 46                       | Allemagne Deniz Almas Owen Ansah Lucas Ansah-Peprah Kevin Kranz 38 s 52                             |

## Records des championnats

### Hommes
| Temps   | Athlète                                                                                 | Lieu      | Date               | Record |
| ------- | --------------------------------------------------------------------------------------- | --------- | ------------------ | ------ |
| 41 s 0  | Allemagne Egon Schein Erwin Gillmeister Gerd Hornberger Erich Borchmeyer                | Turin     | 9 septembre 1934   |        |
| 40 s 9  | Allemagne Manfred Kersch Gerd Hornberger Karl Neckermann Jakob Scheuring                | Paris     | 5 septembre 1938   |        |
| 40 s 8  | Hongrie László Zarándi Géza Varasdi György Csányi Béla Goldoványi                       | Berne     | 27 août 1954       |        |
| 40 s 6  | Hongrie László Zarándi Géza Varasdi György Csányi Béla Goldoványi                       | Berne     | 29 août 1954       |        |
| 40 s 2  | Royaume-Uni Peter Radford Eric Sandstrom David Segal Adrian Breacker                    | Stockholm | 24 août 1958       |        |
| 40 s 2  | Allemagne de l'Ouest Walter Mahlendorf Armin Hary Heinz Fütterer Manfred Germar         | Stockholm | 24 août 1958       |        |
| 40 s 0  | France Jean-Paul Lambrot Guy Lagorce Claude Piquemal Jocelyn Delecour                   | Belgrade  | 14 septembre 1962  |        |
| 39 s 8  | Royaume-Uni Ron Jones Berwyn Jones David Jones Alf Meakin                               | Belgrade  | 14 septembre 1962  |        |
| 39 s 5  | Pologne Jerzy Juskowiak Andrzej Zielinski Zbigniew Syka Marian Foik                     | Belgrade  | 16 septembre 1962  |        |
| 39 s 5  | Allemagne de l'Ouest Klaus Ulonska Peter Gamper Hans-Joachim Bender Manfred Germar      | Belgrade  | 16 septembre 1962  |        |
| 39 s 5  | France Marc Berger Jocelyn Delecour Claude Piquemal Roger Bambuck                       | Budapest  | 3 septembre 1966   |        |
| 39 s 4  | France Marc Berger Jocelyn Delecour Claude Piquemal Roger Bambuck                       | Budapest  | 4 septembre 1966   |        |
| 39 s 3  | France Alain Sarteur Patrick Bourbeillon Gérard Fenouil François Saint-Gilles           | Athènes   | 19 septembre 1969  |        |
| 38 s 8  | France Alain Sarteur Patrick Bourbeillon Gérard Fenouil François Saint-Gilles           | Athènes   | 20 septembre 1969  |        |
| 38 s 69 | France Lucien Sainte-Rose Joseph Arame Bruno Cherrier Dominique Chauvelot               | Rome      | 8 septembre 1974   |        |
| 38 s 58 | Pologne Zenon Nowosz Zenon Licznerski Leszek Dunecki Marian Woronin                     | Prague    | 3 septembre 1978   |        |
| 38 s 29 | Union soviétique Aleksandr Yevgenyev Nikolay Yushmanov Vladimir Muravyov Viktor Bryzhin | Stuttgart | 31 août 1986       |        |
| 37 s 79 | France Max Morinière Daniel Sangouma Jean-Charles Trouabal Bruno Marie-Rose             | Split     | 1er septembre 1990 | RM     |
| 37 s 67 | Royaume-Uni Jeremiah Azu Zharnel Hughes Jona Efoloko Nethaneel Mitchell-Blake           | Munich    | 21 août 2022       |        |

### Femmes
| Temps   | Athlètes                                                                                       | Lieu      | Date               | Record |
| ------- | ---------------------------------------------------------------------------------------------- | --------- | ------------------ | ------ |
| 46 s 8  | Allemagne Josefine Kohl Käthe Krauss Emmy Albus Ida Kühnel                                     | Vienne    | 18 septembre 1938  |        |
| 46 s 8  | Italie Maria Musso Giuseppina Leone Letizia Bertoni Milena Greppi                              | Berne     | 28 août 1954       |        |
| 46 s 1  | Union soviétique Vera Krepkina Rimma Uliskina Maria Itkina Irina Turova                        | Berne     | 28 août 1954       |        |
| 45 s 8  | Union soviétique Vera Krepkina Rimma Uliskina Maria Itkina Irina Turova                        | Berne     | 29 août 1954       |        |
| 45 s 7  | Union soviétique Vera Krepkina Linda Kepp Nina Polyakova Vanda Maslovskaya                     | Stockholm | 23 août 1958       |        |
| 45 s 3  | Union soviétique Vera Krepkina Linda Kepp Nina Polyakova Vanda Maslovskaya                     | Stockholm | 24 août 1958       | AR     |
| 45 s 1  | Pologne Teresa Ciepły Barbara Sobotta Elzbieta Szyroka Maria Piatkowska                        | Belgrade  | 15 septembre 1962  |        |
| 44 s 5  | Pologne Teresa Ciepły Barbara Sobotta Elzbieta Szyroka Maria Piatkowska                        | Belgrade  | 16 septembre 1962  | AR     |
| 44 s 2  | Allemagne de l'Est Regina Höfer Renate Meissner Bärbel Podeswa Petra Vogt                      | Athènes   | 20 septembre 1969  |        |
| 43 s 6  | Allemagne de l'Est Regina Höfer Renate Meissner Bärbel Podeswa Petra Vogt                      | Athènes   | 20 septembre 1969  |        |
| 43 s 3  | Allemagne de l'Ouest Elfgard Schittenhelm Inge Helten Annegret Irrgang Ingrid Mickler          | Helsinki  | 15 août 1971       |        |
| 42 s 51 | Allemagne de l'Est Doris Maletzki Christina Heinich Bärbel Eckert Renate Stecher               | Rome      | 8 septembre 1974   | RM     |
| 42 s 19 | Allemagne de l'Est Gesine Walther Barbel Wockel Sabine Rieger Marlies Oelsner-Göhr             | Athènes   | 11 septembre 1982  |        |
| 42 s 13 | Allemagne de l'Est Silke Möller Ingrid Brestrich-Auerswald Marlies Oelsner-Göhr Sabine Günther | Stuttgart | 30 août 1986       |        |
| 41 s 84 | Allemagne de l'Est Silke Möller Ingrid Brestrich-Auerswald Marlies Oelsner-Göhr Sabine Günther | Stuttgart | 31 août 1986       |        |
| 41 s 68 | Allemagne de l'Est Silke Möller Katrin Krabbe Kerstin Behrendt Sabine Günther                  | Split     | 1er septembre 1990 |        |